# 我想和你好好的
《我想和你好好的》（Love Will Tear Us Apart）是由乐视影业出品、李蔚然导演、著名博主“作业本”编剧的一部2013年都市爱情电影，由冯绍峰、倪妮领衔主演，讲述了广告公司文案蒋亮亮与喵喵之间从相识到分手的爱情故事，探讨了都市人最欠缺的安全感，反映了当代年轻人最真实、最当下的爱情生活。2013年10月12日上映。

## 剧情简介
平凡的廣告文案蒋亮亮（冯绍峰 饰）因机缘邂逅了喵喵（倪妮饰），並与她同居。后来蒋亮亮因喵喵的占有欲常常争吵。

## 演员表
| 演員   | 角色   | 介紹         |
| 冯绍峰 | 蒋亮亮 | 喵喵男友     |
| 倪妮   | 喵喵   | 蒋亮亮女友   |
| 常小婧 | 梅梅   | 蒋亮亮前女友 |
| 钮宝平 | 小黑   | 蒋亮亮好友   |
| 周德华 | 肥屎   | 蒋亮亮好友   |
| 马斯瑟 | 悠悠   | 蒋亮亮同事   |

## 相关作品
- 微电影《爱在线》，电影《我想和你好好的》宣传片，于2013年7月3日在网络播出。（林俊杰單曲「Always online」）[3]
- 宣傳曲《平淡日子里的刺 （页面存档备份，存于）》。韩寒作词、宋冬野谱曲并演唱、馮紹峰穿插旁白[4]。

## 花絮
- 《我想和你好好的》的主演冯绍峰、倪妮在现实生活中亦曾是一对情侶，影片也是二人相识以来的第一次合作，拍摄周期不到一个月[5]。

- 影片部分场景在泰国南部的岛取景取景拍摄[6]。

## 票房
本片首周两天擒下3300万元位列票房榜第四名，次周收3970万元仍列票房榜第四，第三周收1220万元位列第六名，累计约8490万元。至11月3日累计8730万元，最终票房为8768万元人民币。

## 評價
《我想和你好好的》在中國網站豆瓣電影超過六萬人評分，獲得5.8分。好評率29%、一般39%、而差評率32%。一般觀眾反應女主角喵喵的行為刻畫太過誇張，另一批觀眾則對本片人物極端的情緒多表示理解、感同身受，亦有廣告從業者認為男主角亮亮並不符合真正的北漂文案。
不少觀眾發現本片在男女主角性格設定上非常類似了1994年王志文、江珊主演的經典電視劇《過把癮》，馮紹峰本人亦在採訪中提到本片與過把癮的淵源。
資深亞洲電影影評人Derek Elley則給出8/10分，並稱讚編劇手法獨到，幕前幕後表現出色。相較於一般愛情電影多以情節導向，《我想和你好好的》深刻記錄感情生活的情緒起伏。攝影趙小丁、剪輯郭博旭，配樂董冬冬配合下，完美捕捉北京的冬季風景。兩位演員的表現是最大驚喜，化學作用自然，兩人展現出前所未有的銀幕魅力。